# Ligue 2 2021-2022
La stagione della Ligue 2 2021-2022, nota anche come Ligue 2 BKT per motivi di sponsorizzazione, è un torneo di calcio della federazione francese, l'83ª stagione della Ligue 2.

## Stagione

### Novità
Nella stagione precedente sono state promosse in Ligue 1 Troyes e Clermont Foot, che sono rispettivamente arrivate 1ª e 2ª, mentre sono state retrocesse Châteauroux e Chambly, che si sono classificate 19ª e 20ª. 
Dalla Ligue 1 sono retrocesse Digione e Nîmes, che sono rispettivamente arrivate 19ª e 20ª.
Dallo Championnat National sono state promosse Bastia e Quevilly-Rouen, che sono rispettivamente arrivate 1ª e 2ª.

### Formula
Le venti squadre partecipanti si incontrano in un turno di andata e ritorno, per un totale di 38 partite.
Le prime due squadre classificate sono promosse direttamente in Ligue 1. Le formazioni classificate tra il 3º e il 5º posto prendono parte a un play-off che designa la squadra chiamata ad affrontare la terzultima classificata della Ligue 1 e stabilire chi la stagione successiva giocherà nella massima divisione.
Le ultime due squadre classificate e la sconfitta dello spareggio sono retrocesse nel Championnat National.

## Squadre partecipanti
| Club           | Stagione | Città             | Stadio                         | Stagione precedente         |
| -------------- | -------- | ----------------- | ------------------------------ | --------------------------- |
| Ajaccio        | dettagli | Ajaccio           | Stade François Coty            | 13º posto in Ligue 2        |
| Amiens         | dettagli | Amiens            | Stade de la Licorne            | 10º posto in Ligue 2        |
| Auxerre        | dettagli | Auxerre           | Stade Abbé-Deschamps           | 6º posto in Ligue 2         |
| Bastia         | dettagli | Bastia            | Stadio Armand Cesari           | 1º nel Championnat National |
| Caen           | dettagli | Caen              | Stade Michel d'Ornano          | 17º posto in Ligue 2        |
| Digione        | dettagli | Digione           | Stadio Gaston Gérard           | 20º in Ligue 1              |
| Dunkerque      | dettagli | Dunkerque         | Stade Marcel-Tribut            | 16º posto in Ligue 2        |
| Grenoble       | dettagli | Grenoble          | Stade des Alpes                | 4º posto in Ligue 2         |
| Guingamp       | dettagli | Guingamp          | Stade de Roudourou             | 9º posto in Ligue 2         |
| Le Havre       | dettagli | Le Havre          | Stade Océane                   | 12º posto in Ligue 2        |
| Nancy          | dettagli | Nancy             | Stade Marcel Picot (Tomblaine) | 8º posto in Ligue 2         |
| Nîmes          | dettagli | Nîmes             | Stadio delle Costières         | 19º in Ligue 1              |
| Niort          | dettagli | Niort             | Stade René-Gaillard            | 18º posto in Ligue 2        |
| Paris FC       | dettagli | Parigi            | Stade Charléty                 | 5º posto in Ligue 2         |
| Pau            | dettagli | Pau               | Stade du Hameau                | 14º posto in Ligue 2        |
| Quevilly-Rouen | dettagli | Le Petit-Quevilly | Stadio Robert Diochon          | 2º nel Championnat National |
| Rodez          | dettagli | Rodez             | Stade Paul-Lignon              | 15º posto in Ligue 2        |
| Sochaux        | dettagli | Montbéliard       | Stade Auguste Bonal            | 7º posto in Ligue 2         |
| Tolosa         | dettagli | Tolosa            | Stadium de Toulouse            | 3º posto in Ligue 2         |
| Valenciennes   | dettagli | Valenciennes      | Stade du Hainaut               | 11º posto in Ligue 2        |

## Allenatori e primatisti
Aggiornato al 22 aprile 2022.
| Squadra      | Allenatore                                                              | Calciatore più presente | Cannoniere                              |
| ------------ | ----------------------------------------------------------------------- | ----------------------- | --------------------------------------- |
| Ajaccio      | Olivier Pantaloni                                                       |                         | Riad Nouri (7)                          |
| Amiens       | Philippe Hinschberger                                                   |                         | Aliou Badji (11)                        |
| Auxerre      | Jean-Marc Furlan                                                        |                         | Gaëtan Charbonnier (14)                 |
| Bastia       | Mathieu Chabert (1ª-10ª) Régis Brouard (11ª-)                           |                         | Benjamin Santelli (9)                   |
| Caen         | Stéphane Moulin                                                         |                         | Alexandre Mendy (16)                    |
| Digione      | David Linarès (1ª-5ª) Patrice Garande (6ª-)                             |                         | Aurélien Scheidler (11)                 |
| Dunkerque    | Romain Revelli                                                          |                         | Malik Tchokounté (9)                    |
| Grenoble     | Maurizio Jacobacci (1ª-19ª) Vincent Hognon (20ª-)                       |                         | Yoric Ravet (5)                         |
| Guingamp     | Frédéric Bompard                                                        |                         | Frantzdy Pierrot (13)                   |
| Le Havre     | Paul Le Guen                                                            |                         | Quentin Cornette (6)                    |
| Nancy        | Daniel Stendel (1ª-10ª) Benoit Pedretti (11ª-19ª) Albert Cartier (20ª-) |                         | Mickaël Biron (7)                       |
| Nîmes        | Pascal Plancque (1ª-19ª) Nicolas Usaï (20ª-)                            |                         | Yassine Benrahou (10)                   |
| Niort        | Sébastien Desabre                                                       |                         | Ibrahim Sissoko (10)                    |
| Paris FC     | Thierry Laurey                                                          |                         | Morgan Guilavogui (11)                  |
| Pau          | Didier Tholot                                                           |                         | Ebenezer Assifuah (5), Victor Lobry (5) |
| Quevilly     | Bruno Irles (1ª-19ª) Fabien Mercadal (20ª-)                             |                         | Duckens Nazon (7)                       |
| Rodez        | Laurent Peyrelade                                                       |                         | Lucas Buadés (4), Clément Depres (4)    |
| Sochaux      | Omar Daf                                                                |                         | Aldo Kalulu (8)                         |
| Tolosa       | Philippe Montanier                                                      |                         | Rhys Healey (20)                        |
| Valenciennes | Olivier Guégan (1ª-11ª) Christophe Delmotte (11ª-)                      |                         | Baptiste Guillaume (6)                  |

## Classifica finale
Aggiornata al 14 maggio 2022
|  | Pos. | Squadra        | Pt | G  | V  | N  | P  | GF | GS | DR  |
|  | ---- | -------------- | -- | -- | -- | -- | -- | -- | -- | --- |
|  | 1.   | Tolosa         | 79 | 38 | 23 | 10 | 5  | 82 | 33 | +49 |
|  | 2.   | Ajaccio        | 75 | 38 | 22 | 9  | 7  | 39 | 19 | +20 |
|  | 3.   | Auxerre        | 74 | 38 | 21 | 11 | 6  | 59 | 38 | +21 |
|  | 4.   | Paris FC       | 70 | 38 | 20 | 10 | 8  | 53 | 35 | +18 |
|  | 5.   | Sochaux        | 68 | 38 | 19 | 11 | 8  | 46 | 33 | +13 |
|  | 6.   | Guingamp       | 58 | 38 | 15 | 13 | 10 | 49 | 49 | 0   |
|  | 7.   | Caen           | 50 | 38 | 13 | 11 | 14 | 51 | 41 | +12 |
|  | 8.   | Le Havre       | 50 | 38 | 13 | 11 | 14 | 36 | 41 | -5  |
|  | 9.   | Pau            | 49 | 38 | 14 | 7  | 17 | 40 | 45 | -5  |
|  | 10.  | Nîmes          | 49 | 38 | 14 | 7  | 17 | 43 | 51 | -8  |
|  | 11.  | Digione        | 47 | 38 | 13 | 8  | 17 | 47 | 51 | -4  |
|  | 12.  | Bastia         | 46 | 38 | 10 | 16 | 12 | 37 | 35 | +2  |
|  | 13.  | Niort          | 46 | 38 | 12 | 10 | 16 | 38 | 41 | -3  |
|  | 14.  | Amiens         | 44 | 38 | 9  | 17 | 12 | 43 | 39 | +4  |
|  | 15.  | Valenciennes   | 44 | 38 | 10 | 14 | 14 | 34 | 44 | -10 |
|  | 16.  | Grenoble       | 44 | 38 | 12 | 8  | 18 | 29 | 44 | -15 |
|  | 17.  | Rodez          | 43 | 38 | 10 | 13 | 15 | 32 | 42 | -10 |
|  | 18.  | Quevilly-Rouen | 40 | 38 | 10 | 10 | 18 | 33 | 49 | -16 |
|  | 19.  | Dunkerque      | 31 | 38 | 8  | 7  | 23 | 28 | 51 | -23 |
|  | 20.  | Nancy          | 27 | 38 | 6  | 9  | 23 | 32 | 69 | -37 |

Legenda:

      Promosse in Ligue 1 2022-2023
  Partecipano ai play-off o ai play-out.
      Retrocesse nel Championnat National 2022-2023
Tre punti a vittoria, uno a pareggio, zero a sconfitta.
In caso di arrivo di due o più squadre a pari punti, la graduatoria verrà stilata secondo la classifica avulsa tra le squadre interessate che prevede, in ordine, i seguenti criteri:
* Migliore differenza reti generale
* Maggior numero di reti realizzate in generale
* Migliore differenza reti negli scontri diretti
* Miglior piazzamento nel Classement du fair-play (un punto per calciatore ammonito; tre punti per calciatore espulso).

## Risultati
Aggiornati al 12 marzo 2022

### Tabellone
|              | Aja  | Ami  | Aux  | Bas  | Cae  | Dig  | Dun  | Gre  | Gui  | LeH  | Nan  | Nîm  | Nio  | PFc  | Pau  | Que  | Rod  | Soc  | Tol  | Val  |
| ------------ | ---- | ---- | ---- | ---- | ---- | ---- | ---- | ---- | ---- | ---- | ---- | ---- | ---- | ---- | ---- | ---- | ---- | ---- | ---- | ---- |
| Ajaccio      | –––– | 3-1  | 0-0  | 0-1  | 2-0  | 1-0  |      | 1-0  | 0-1  |      | 2-0  |      | 0-0  | 1-0  |      | 0-1  | 2-1  | 1-0  |      | 0-0  |
| Amiens       | 0-1  | –––– | 1-2  |      | 0-0  |      | 3-0  | 4-1  | 3-0  |      | 1-0  | 3-0  | 3-1  |      | 2-2  | 1-3  | 0-1  | 0-0  | 0-0  | 3-0  |
| Auxerre      | 0-0  |      | –––– | 1-0  | 2-2  |      |      | 3-0  | 1-2  | 2-3  | 1-1  | 2-2  | 4-0  | 1-2  | 4-1  | 1-0  | 1-0  | 3-2  |      |      |
| Bastia       | 2-0  | 0-0  |      | –––– | 1-1  | 0-0  |      | 0-0  |      | 0-0  | 1-1  | 1-1  | 2-0  |      | 1-1  | 3-0  |      | 2-2  | 0-0  | 1-1  |
| Caen         | 2-0  |      |      | 2-1  | –––– | 0-1  |      | 0-1  | 2-0  | 2-2  | 1-0  | 4-0  | 0-2  | 0-1  | 1-2  |      | 4-0  | 1-2  | 4-1  | 1-2  |
| Digione      |      | 1-0  | 3-1  | 2-1  | 1-0  | –––– | 2-0  |      |      |      |      | 1-2  | 2-2  | 0-1  | 0-1  | 1-0  | 1-1  | 1-3  | 2-4  | 0-1  |
| Dunkerque    | 0-1  |      | 0-2  | 2-0  | 1-1  | 2-1  | –––– |      |      | 1-0  | 0-0  | 0-2  | 1-2  | 1-1  | 1-0  | 1-1  | 2-0  | 0-0  | 0-2  |      |
| Grenoble     |      |      | 0-1  |      |      | 1-2  | 1-0  | –––– | 0-0  | 1-2  | 4-1  | 2-1  | 1-0  | 0-4  | 2-0  | 2-0  | 0-0  | 1-3  | 0-2  |      |
| Guingamp     | 1-1  | 0-2  | 1-1  | 2-3  |      | 3-2  | 2-1  | 0-0  | –––– |      |      | 3-1  | 1-0  | 1-1  |      | 1-1  | 2-1  | 1-2  |      | 1-1  |
| Le Havre     | 0-1  | 1-1  |      | 2-4  |      | 2-0  |      |      | 0-0  | –––– | 1-0  | 0-1  | 2-1  | 1-2  | 1-0  | 1-0  | 0-0  | 0-1  | 1-1  | 0-0  |
| Nancy        |      | 1-1  | 1-4  | 2-1  | 1-1  | 0-3  | 2-0  | 0-1  | 2-1  | 1-1  | –––– |      |      |      |      |      | 0-2  | 0-0  | 0-4  | 0-1  |
| Nîmes        | 0-2  | 3-3  |      |      | 0-0  | 2-1  | 0-1  | 3-1  |      | 0-1  | 2-1  | –––– | 1-2  | 1-1  | 0-0  | 2-1  |      |      | 1-2  | 2-1  |
| Niort        | 0-1  | 0-0  | 0-1  |      | 0-1  |      | 2-0  | 1-0  | 2-0  | 0-0  | 1-3  |      | –––– | 4-1  | 3-0  |      | 0-2  |      | 2-1  |      |
| Paris FC     | 2-0  | 1-0  | 1-1  | 1-0  |      |      | 2-1  |      | 0-1  | 2-2  | 1-1  | 2-0  | 2-0  | –––– |      | 3-0  | 1-0  | 3-1  | 2-2  |      |
| Pau          | 1-0  | 2-1  |      | 2-0  | 1-0  | 2-0  | 1-2  |      | 2-0  |      | 2-1  | 0-3  |      | 1-0  | –––– | 1-2  | 4-0  |      | 0-1  | 1-1  |
| Quevilly     |      | 1-1  | 0-0  | 1-2  | 2-2  | 2-1  |      | 1-0  | 2-2  | 0-2  | 2-1  |      | 0-3  | 0-1  |      | –––– |      |      | 0-0  | 1-1  |
| Rodez        | 0-2  | 1-1  | 1-3  | 0-0  |      | 0-2  | 2-2  | 1-1  |      | 0-0  |      | 1-0  |      |      | 1-0  | 3-0  | –––– | 0-1  |      | 0-0  |
| Sochaux      | 0-1  | 1-1  | 0-0  |      | 3-2  |      | 1-0  | 1-0  | 1-0  | 0-2  |      | 0-1  | 1-0  | 2-0  | 2-1  | 1-1  |      | –––– |      | 1-1  |
| Tolosa       | 2-2  |      | 6-0  | 1-0  | 2-3  | 4-1  |      | 4-1  | 2-2  | 4-0  | 4-0  |      |      |      | 1-1  |      | 1-1  | 4-1  | –––– | 1-0  |
| Valenciennes |      |      | 1-2  | 2-1  |      | 0-0  | 1-3  | 1-0  | 1-1  |      | 6-1  | 0-3  | 0-0  | 1-4  | 1-0  | 1-2  | 1-4  |      | 1-3  | –––– |

## Spareggi

### Play-off
La 3ª classificata affronta la vincente del confronto tra 4ª e 5ª. Entrambe le gare, disputate sul campo della formazione meglio piazzata, sono a eliminazione diretta. La vincitrice del play-off disputa lo spareggio, stavolta in doppia sfida, contro la terzultima classificata in Ligue 1.
|          | Risultati     |         | Luogo e data            |
| -------- | ------------- | ------- | ----------------------- |
| Paris FC | 1-2           | Sochaux | Parigi, 17 maggio 2022  |
| Auxerre  | 0-0 (5-4 dtr) | Sochaux | Auxerre, 20 maggio 2022 |

|               | Risultati       |               | Luogo e data                  |
| ------------- | --------------- | ------------- | ----------------------------- |
| Auxerre       | 1 - 1           | Saint-Étienne | Auxerre, 26 maggio 2022       |
| Saint-Étienne | 1 - 1 (4-5 dtr) | Auxerre       | Saint-Etienne, 29 maggio 2022 |

### Play-out
La terzultima classificata affronta, in doppia sfida, la terza dello Championnat National.
|                | Risultati |                | Luogo e data                           |
| -------------- | --------- | -------------- | -------------------------------------- |
| Villefranche   | 1 - 3     | Quevilly-Rouen | Villefranche-sur-Saône, 24 maggio 2022 |
| Quevilly-Rouen | 2 - 0     | Villefranche   | Le Petit-Quevilly, 29 maggio 2022      |
|                |           |                |                                        |

## Statistiche

### Squadre

#### Capoliste solitarie
|    | —— | ——       | ——       | ——       | ——     | ——     | ——     | ——     | ——     | ——     | ——     | ——     | ——     | ——     | ——     | ——     | ——     | ——      | ——      | ——      | ——  | ——     | ——     | ——     | ——     | ——     | ——     | ——     | ——     | ——     | ——     | ——     | ——     | ——     | ——     | ——     | ——     | —— |  |
|    |    | Paris FC | Paris FC | Paris FC | Tolosa | Tolosa | Tolosa | Tolosa | Tolosa | Tolosa | Tolosa | Tolosa | Tolosa | Tolosa | Tolosa | Tolosa | Tolosa | Ajaccio | Ajaccio | Ajaccio |     | Tolosa | Tolosa | Tolosa | Tolosa | Tolosa | Tolosa | Tolosa | Tolosa | Tolosa | Tolosa | Tolosa | Tolosa | Tolosa | Tolosa | Tolosa | Tolosa |    |  |
|    |    |          |          |          |        |        |        |        |        |        |        |        |        |        |        |        |        |         |         |         |     |        |        |        |        |        |        |        |        |        |        |        |        |        |        |        |        |    |  |
|    |    |          |          |          |        |        |        |        |        |        |        |        |        |        |        |        |        |         |         |         |     |        |        |        |        |        |        |        |        |        |        |        |        |        |        |        |        |    |  |
| 1ª | 2ª | 3ª       | 4ª       | 5ª       | 6ª     | 7ª     | 8ª     | 9ª     | 10ª    | 11ª    | 12ª    | 13ª    | 14ª    | 15ª    | 16ª    | 17ª    | 18ª    | 19ª     | 20ª     | 21ª     | 22ª | 23ª    | 24ª    | 25ª    | 26ª    | 27ª    | 28ª    | 29ª    | 30ª    | 31ª    | 32ª    | 33ª    | 34ª    | 35ª    | 36ª    | 37ª    | 38ª    |    |  |

### Individuali

#### Classifica marcatori
Aggiornata al 16 maggio 2022
| Gol |  |  | Giocatore             | Squadra  |
| --- |  |  | --------------------- | -------- |
| 20  |  |  | Rhys Healey           | Tolosa   |
| 16  |  |  | Alexandre Mendy       | Caen     |
| 14  |  |  | Gaetan Charbonnier    | Auxerre  |
| 12  |  |  | Branco van den Boomen | Tolosa   |
| 11  |  |  | Morgan Guilavogui     | Paris FC |
| 11  |  |  | Aliou Badji           | Amiens   |
| 11  |  |  | Frantzdy Pierrot      | Guingamp |
| 10  |  |  | Yassine Benrahou      | Nîmes    |
| 10  |  |  | Rafael Ratão          | Tolosa   |
| 10  |  |  | Aurélien Scheidler    | Digione  |
| 10  |  |  | Ado Onaiwu            | Tolosa   |